# Buczynka (Grupa Pilska)
Buczynka lub Szlakówka (1092 m) – szczyt w masywie Pilska w Beskidzie Żywieckim. Wraz z Czarnym Groniem znajduje się w bocznym, niskim grzbiecie, który od Skałki (1253 m) opada w północno-wschodnim kierunku do doliny Glinnej. Grzbiet ten oddziela dolinę potoku Buczynka od doliny potoku Kamienny (obydwa są dopływami Glinnej).
Buczynka jest porośnięta lasem, ale na jej północno-wschodnich stokach znajduje się Polana Buczynka. Dawniej była wypasana, obecnie zimą działa na niej niewielki orczykowy wyciąg narciarski. Dwa większe wyciągi wyciągają narciarzy na sam szczyt Szlakówki. Wszystkie te wyciągi wchodzą w skład dużego kompleksu Ośrodek Narciarski Pilsko w Korbielowie. Zachodnimi zboczami Buczynki, wzdłuż potoku Buczynka prowadzi także najkrótszy pieszy szlak z Korbielowa na Halę Miziową do schroniska PTTK na Hali Miziowej.
Buczynka znajduje się w granicach wsi Korbielów w województwie śląskim, w powiecie żywieckim, w gminie Jeleśnia.

## Szlak turystyczny
Korbielów – Szlakówka – Czarny Groń – schronisko PTTK na Hali Miziowej. 2:10 h

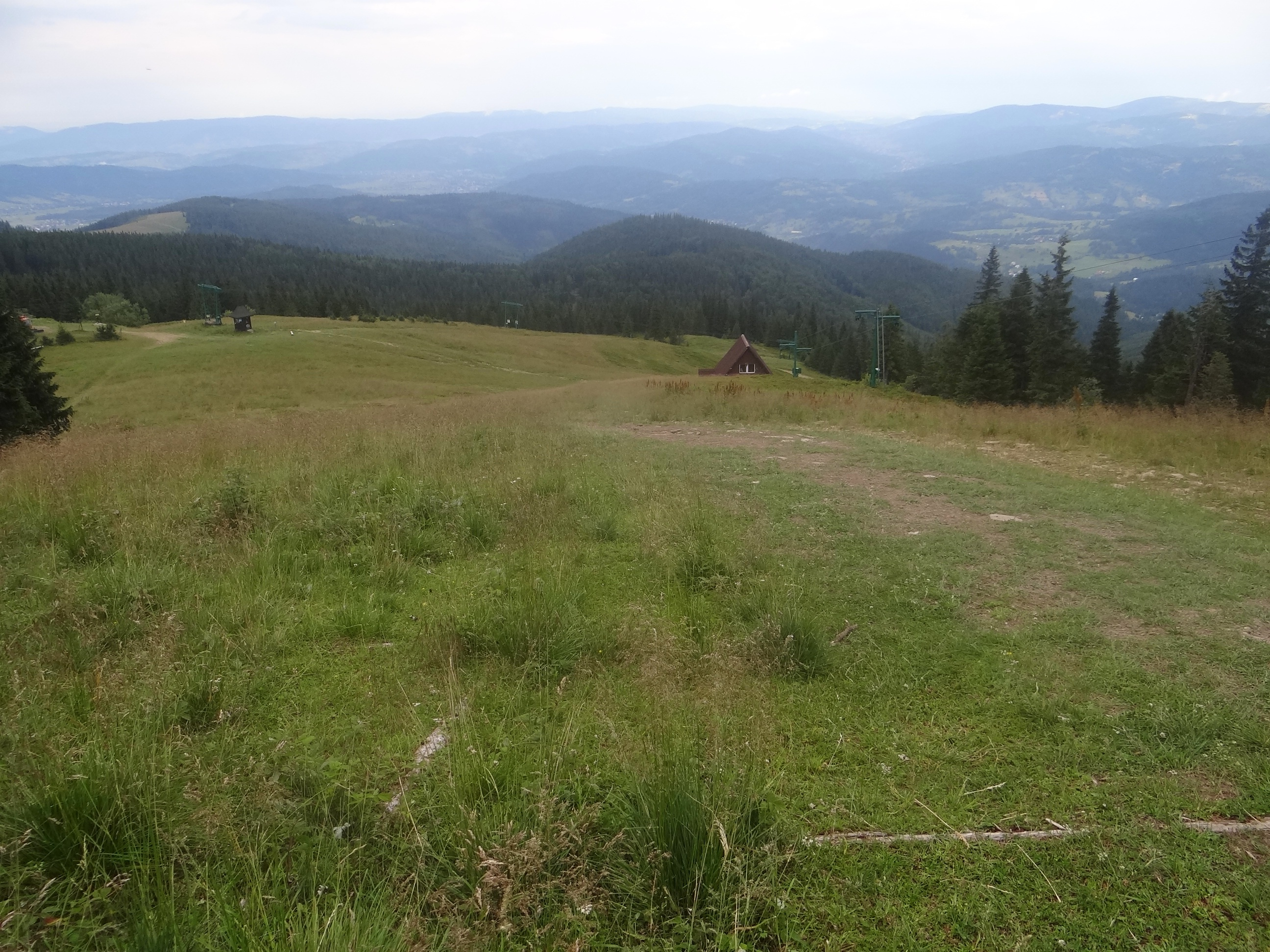
Widok na Buczynkę z Hali Słowikowej